# 镇海城墙
镇海城墙为旧定海县／镇海县城城墙，位于中国浙江省宁波市镇海区招宝山街道城区。历史上镇海近海为城，并具有城墙与海塘合一的独特形制，今仅存北城墙和西护城河部分河段。

## 历史

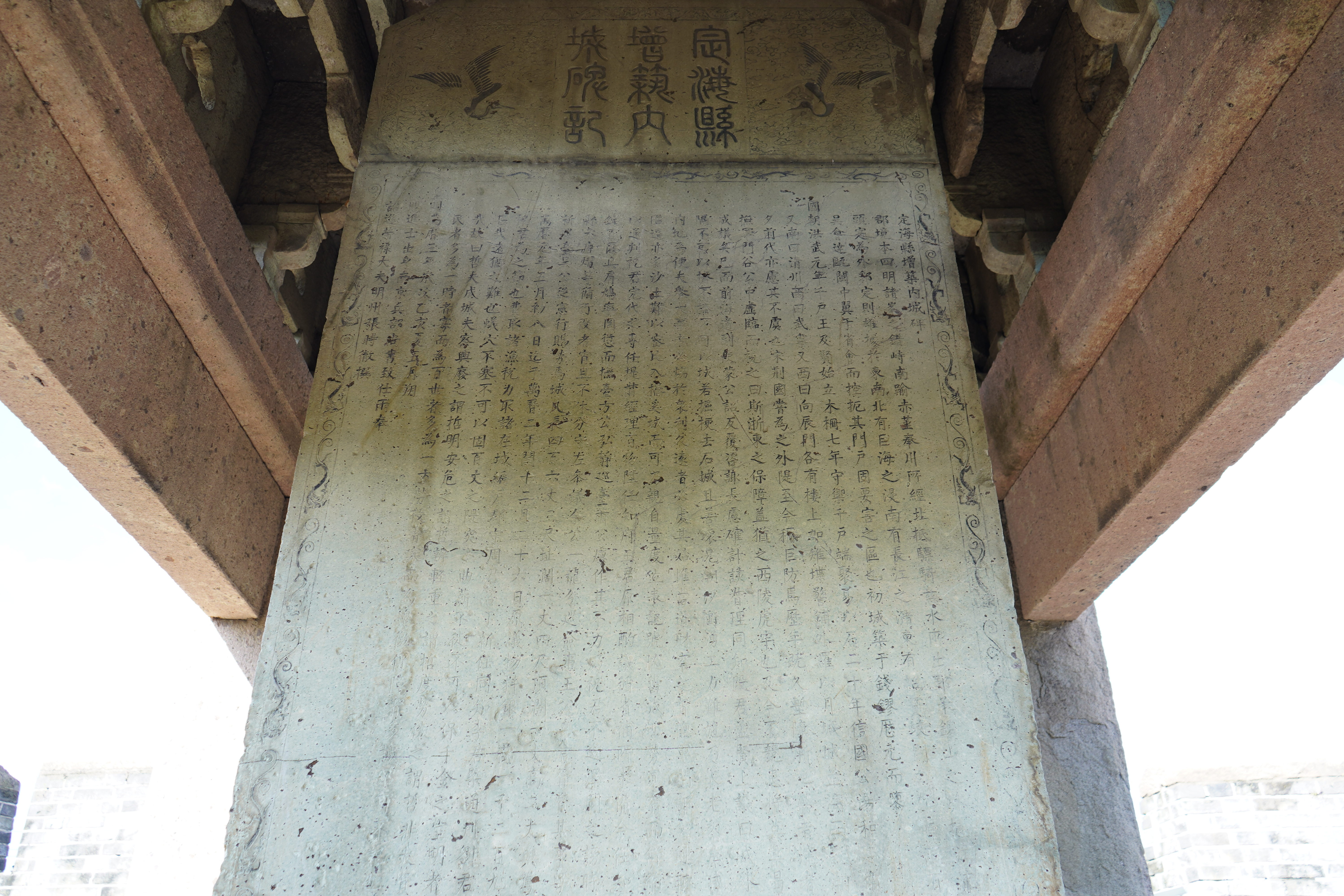
立于西北城角的明万历三年（1575）《定海县增筑内城碑记》

### 建置史
镇海为宁波的海上门户，其军事意义可概括为“内蔽全郡、外控各岛”。镇海建置始于唐元和四年（809）所置望海镇，后梁开平三年（909）置望海县，不久改名定海县，清康熙二十六年（1687）改名镇海县。此外明洪武十二年（1379）曾置定海守御千户所，洪武二十年（1387）置定海卫，均与县同城。

### 城市史
传唐乾宁四年（897）吴越钱氏始筑镇海城，元代毁弃。明洪武元年（1368）立木栅为城，七年（1374）改为石城，二十年（1387）置定海卫后信国公汤和进一步拓建城池。隆庆三年（1569）海啸冲毁海塘，水入城中，浙江巡抚谷中虚建议在城北增筑外城，督理同知段孟贤认为筑外城不便，改为增筑内城，万历元年开工（1573），次年工竣，南京兵部尚书张时彻撰《定海县增筑内城碑记》，并立碑建亭于城上。清乾隆十二年（1747）因飓风北城墙与海塘均毁，次年（1748）开工重建，十五年工竣。
近代以来为拓建道路首先拆除各城门，其中民国十八年（1929）拆南门和西门，1951年拆小南门，1957年拆东门，1962年拆小西门。20世纪80年代启动旧城改造，先后拆除东、南、西三面城墙，并将护城河填没为城河路。今仅存北城墙和西护城河两段，城墙上的雉堞为1991年重建恢复，南段护城河仍与中大河相通，北段则辟为自来水厂蓄水池。

## 建筑

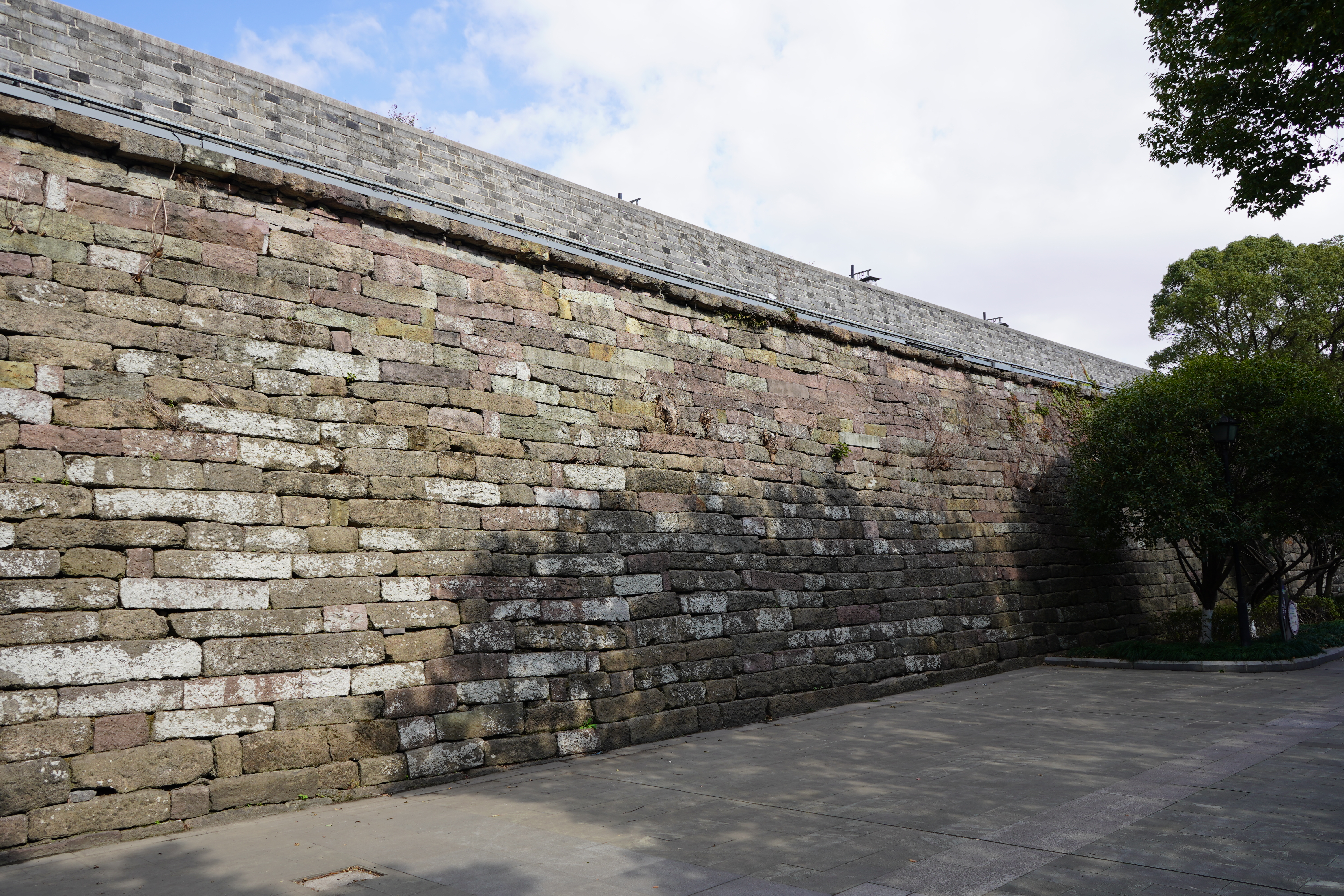
北城墙内面

吴越钱氏始筑的镇海城城周四百五十丈，濠周三百余丈，城墙东、北、西三面环濠（即城区古濠河），其城址范围被考证为城隍庙（今宁波市公安局镇海分局）东——南城巷（今城河东路北）——米行街（今人民路）南——县衙（今文化广场）西——仓下河头———濠桥———砚池南（以上为顺时针方向），现存濠桥至仓下河头的一段濠河遗迹:493。
明代汤和拓建的镇海城东临招宝山，南临甬江（又名大浃江）、北临灰鳖洋、东北跨巾子山，城周九里（一千二百八十八丈，约4121.6米，至清道光十一年（1831）重修后重测为一千四百十六丈，约4531.2米），高二丈四尺（约7.8米，万历三十七年（1609）又加高二尺，总高约8.32米），底厚一丈（约3.2米）、面厚八尺（约2.56米）。明初设陆门六座，永乐十三年（1415）堵塞北门，余五座，按顺时针方向依次为东门镇远门、南门南薰门、小南门清川门、西门武宁门和小西门向辰门，城外均设有瓮城和吊桥（其中小南门瓮城为洪武二十九年（1396）增置），小西门南侧和小南门西侧各置有一座水门。各城门的位置和寓意如下表：
城濠（护城河）起自巾子山南麓，向南折西转北绕城而行，北面临海不设城壕，河水东面通过东门浦（现已填没）与甬江相通，西面与夹江河、中大河相通。濠周九百六十六丈五尺（约3092.8米），东宽五丈（约16米），南宽四丈六尺（约14.2米），西宽一十三丈（约41.6米），深均为二丈（约6.4米）。
| 城门   | 今址                   | 含义                                                             |
| ------ | ---------------------- | ---------------------------------------------------------------- |
| 镇远门 | 城河路与鼓楼东路交汇处 | 寓镇宁远方之意                                                   |
| 南薰门 | 城河路与南大街交汇处   | 出自虞舜《南风歌》“南风之薰兮，可以解吾民之愠兮”，寓和煦兴育之意 |
| 清川门 | 城河路与清川路交汇处   | 寓渴望城河水清澈畅流之意                                         |
| 武宁门 | 苗圃路与工农路交汇处   | 寓勇武平宁之意                                                   |
| 向辰门 | 苗圃路与后大街交汇处   | 出自《论语》“为政以德，譬如北辰，居其所，而众星拱之”             |

### 与海塘的关系

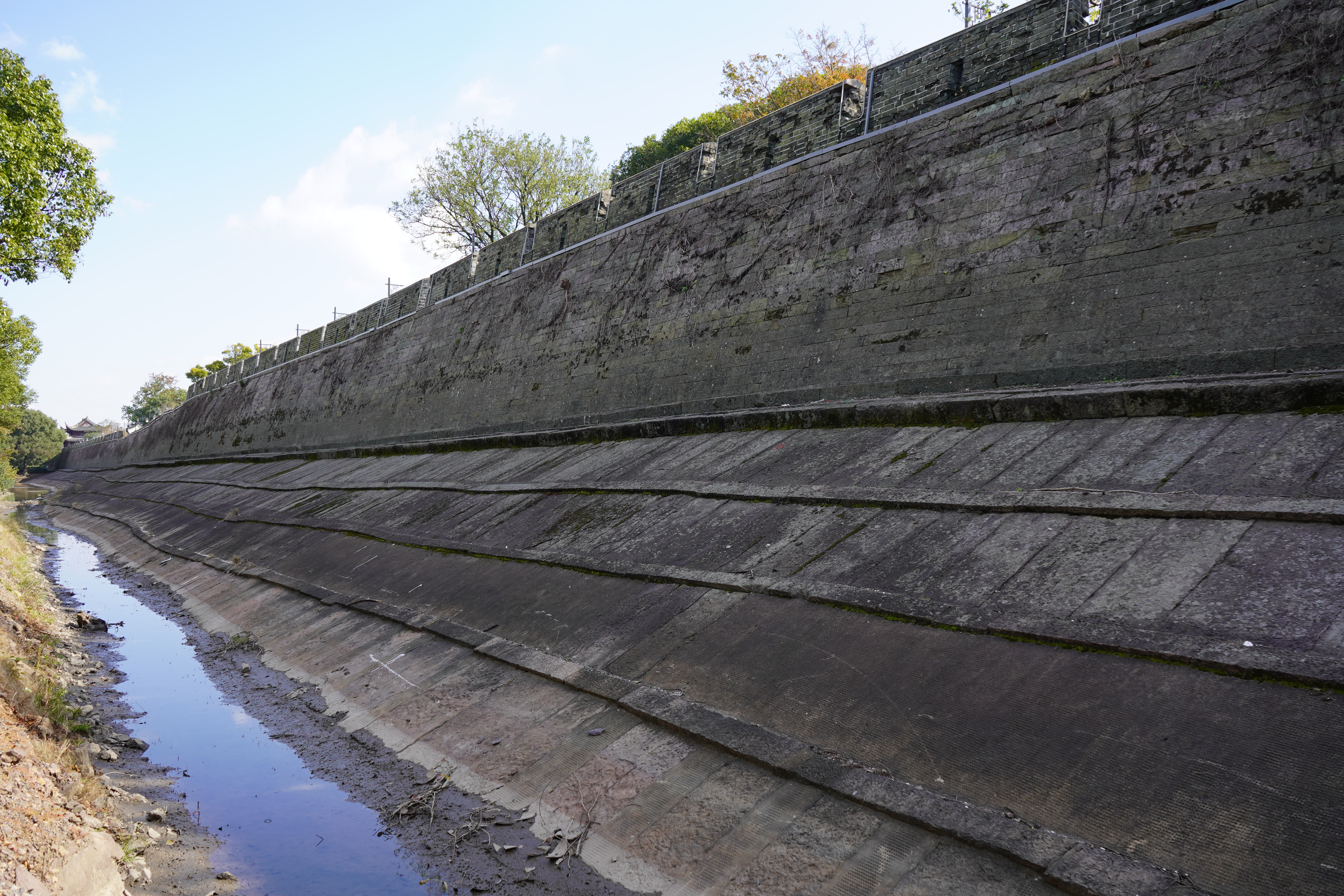
北城墙外面

镇海城所在的沿海地区自南宋淳熙十六年（1189）起仿钱塘江海塘样式建造石质海塘，即今后海塘的前身。明代汤和拓建镇海城后，北城墙（巾子山至西城角段，长约1300米）与海塘城塘合一，内城外塘，上城下塘。海塘成为城墙赖以存在的基础，即“城负塘而筑，塘不固，城亦不立”。后海塘最初为单层斜坡式石塘，清乾隆十三年（1748）重建时以善于治水著称的浙江巡抚方观承亲临确定塘制，部分受冲较严重的塘段被改为双层石塘（夹层石塘）。镇海自1970年开始对原北城墙和后海塘外的滩涂（镇北涂）进行大规模筑塘围垦，用于建设镇海港、镇海石化总厂及其海涂水库和镇海发电厂灰库等:107、445，如今海岸线已在距城墙和海塘2公里以外。

### 与威远城、月城的关系
因镇海城墙东面未将制高点招宝山围入城中，明嘉靖三十九年（1560）抗倭期间，都督卢镗与海道副使谭纶商议认为县城容易招致敌人在此居高临下的攻击，遂在招宝山巅新建卫城威远城。清光绪九年（1883）中法战争期间，提督欧阳利见又认为建于山巅的威远城过高，而建于山脚处的威远炮台过于显露，又在招宝山山腰增筑月城，作为炮台后应和威远城前冲，与威远城均成为镇海城防体系的一部分。

### 城内街道和建筑

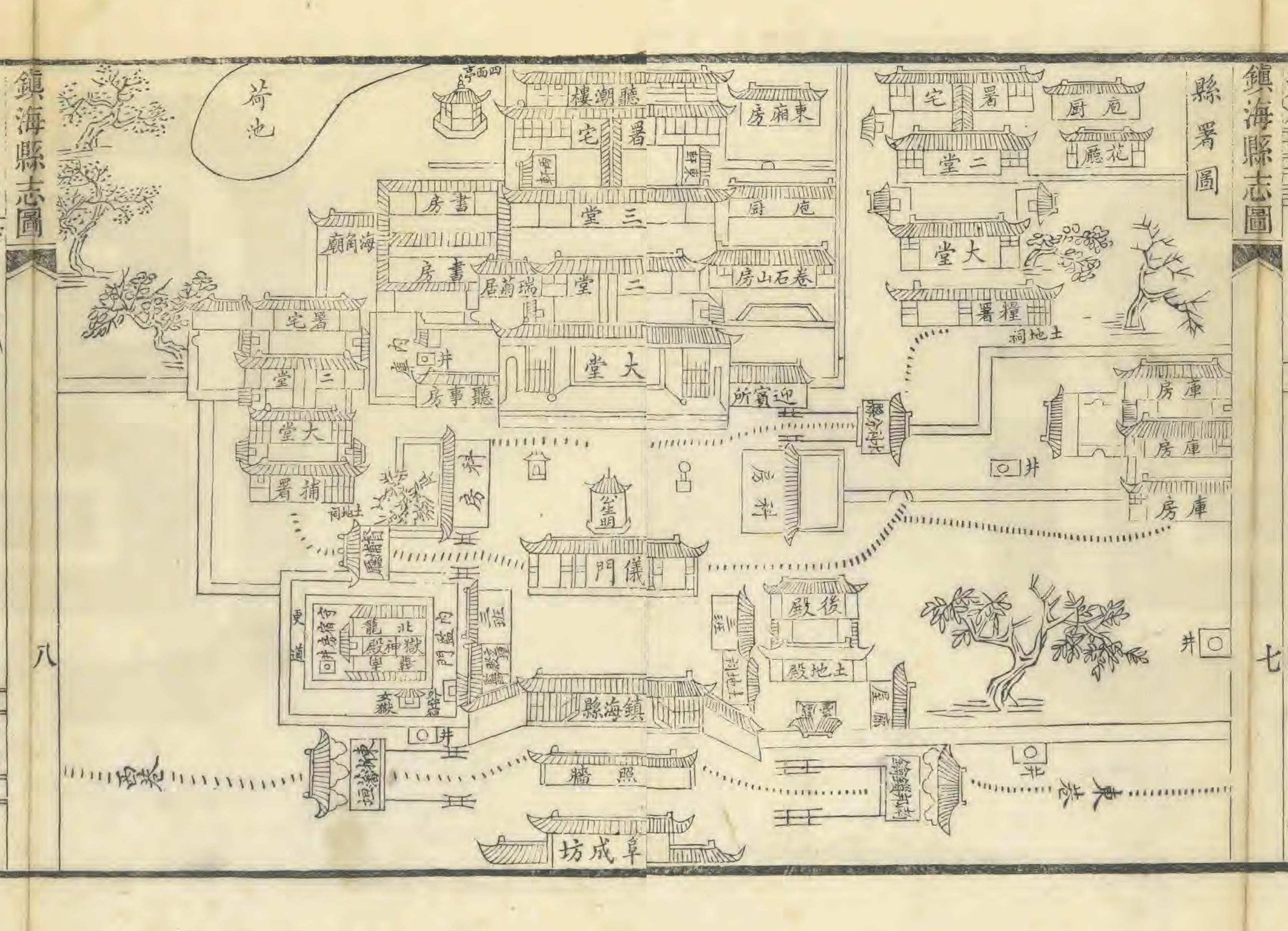
清光绪五年（1879）《镇海县志》县署图

镇海县城内连通东、西、南三座主城门的街道组成丁字形，其交叉口处建鼓楼，其后原为明代定海卫指挥署。历史上城内的主要建筑有：
- 县署：已不存，其址位于南门内，即今文化广场。县署始建于后梁贞明二年（916）[12]，1941年遭侵华日军轰炸夷为废墟，后被改为公园至今[6]。
- 学宫：即镇海县学文庙，其址位于东门内，即今镇海中学。学宫始建于北宋雍熙二年（985）[13]，现存砚池、泮池、大成门和大成殿，泮池（裕谦殉难处）为全国重点文物保护单位，大成殿为镇海区文物保护单位。
- 城隍庙：已不存，其址位于东南角，即今宁波市公安局镇海分局。城隍庙与县署始建于同一时期[14]。
- 鼓楼：又名镇海楼，按县志记载始建于明洪武二十九年（1396），但亦传宋高宗南渡时曾“秉圭辑瑞”于此[15]，现为镇海区文物保护单位。
- 卫指挥署／演武厅：已不存，其址即今鼓楼广场。明初为定海卫指挥司使驻地，万历二年（1574）改为总兵府，清康熙二十六年（1687）总兵移驻舟山，雍正三年（1725）改为教场并建演武厅[16]。
- 总兵府／水师营参将署：已不存，其址位于王施衕，即今镇海人民大会堂前广场[6]。总兵府设立于明代，万历二年（1574）总兵移驻定海卫指挥署，改为水师营参将署[17]。
- 鲲池书院：原名蛟川书院，其址位于梓荫山下，即今镇海中学内，始建于清乾隆八年（1743）[18]。主体建筑已不存，现尚存乾隆九年（1744）所立牌坊，为镇海区文物保护单位。
- 俞公祠：为纪念俞大猷的生祠，始建于明嘉靖三十五年（1556），其址位于东门内[19]。主体建筑已不存，现尚存嘉靖三十八年（1559）所立碑记3方，为全国重点文物保护单位。

城内现存的传统民居建筑有吴杰故居（胜利路与人民路交叉口，胜利路26号和人民路36号，全国重点文物保护单位）、朱枫故居（镇海中学内，浙江省文物保护单位）、唐宅（鼓楼东路55号）、朱仁房大屋（鼓楼西路11号，镇海区文物保护单位）、戴荣房（三角地47号）、林涟水故居（三角地24号）和胡亨房（后大街37号，另在后大街42号有胡亨房花园假山），也有少量近代融入西式风格的民居建筑，如傅宅（傅筱庵故居，人民路4号，镇海区文物保护单位）和徐宅（徐桴故居，胜利路155号，镇海区文物保护单位）。